# Эритрина коралловое дерево
Эритри́на кора́лловое де́рево (лат. Erythrina corallodendron) — типовой вид рода Эритрина (Erythrina) семейства Бобовые (Fabaceae). Обитает на островах Карибского бассейна, а также частично на Ямайке и Гаити.

## Синонимика
- Corallodendron occidentale (L.) Kuntze
- Erythrina corallifera Salisb.
- Erythrina corallodendron var. occidentalis L.
- Erythrina corallodendrum L.
- Erythrina inermis Mill.
- Erythrina spinosa Mill.[1]